# 山口村 (福岡県筑紫郡)
山口村（やまぐちむら）は、福岡県筑紫郡にあった村。

## 歴史
- 1889年（明治22年）4月1日 - 町村制の施行により、御笠郡平等寺村・山口村・萩原村・古賀村・立明寺村・俗明院村・針摺村・石崎村の区域をもって山口村が発足。
- 1896年（明治29年）4月1日 - 郡の統合により所属郡が筑紫郡に変更[1]。
- 1955年（昭和30年）3月1日 - 二日市町・御笠村・筑紫村・山家村と合併して筑紫野町が発足。同日山口村廃止。
- 1972年（昭和47年）4月1日 - 市制施行により筑紫野市となる。